# H.H. Engelbewaarderskerk (Den Haag)
De H.H. Engelbewaarderskerk was een rooms-katholieke kerk aan de Brandtstraat in Den Haag.
De Engelbewaarderskerk werd gebouwd tussen 1913-1915 in de wijk Transvaal, die tussen 1900 en 1935 opgebouwd werd. In 1916 werd de kerk geconsacreerd.
Architect Nicolaas Molenaar sr. ontwierp een grote vijfbeukige hallenkerk in neogotische stijl, met een toren naast de voorgevel. Binnen werden de hoofdbeuken overdekt door koepelgewelven. De glas in loodramen in het priesterkoor werden gemaakt door glazenier F. Geuer. Kunstenaar L. Lourijssen maakte de mozaïeken in het koor en de zijkapellen.
Dit was een van de vier kerken die Nicolaas Molenaar sr. in Den Haag ontwierp. Hij bouwde ook de Elandkerk, de Marthakerk en de Martelaren van Gorcumkerk.
Wegens teruglopend kerkbezoek werd de oude Engelbewaarderskerk in 1981 gesloten en afgebroken. Aan de Brandstraat 89 werd een nieuw en kleiner kerkgebouw in gebruik genomen. Transvaal is tegenwoordig een multiculturele wijk. De Engelbewaarderskerk wordt als migrantenkerk gebruikt door de West-Afrikaanse gemeenschap en de heilige mis wordt in het Engels en Frans opgedragen.
Abdijkerk van Loosduinen · 
Allerheiligst Sacramentskerk · 
Anglican Church of St. John and St. Philip · 
Antonius Abtkerk · 
Badkapel · 
Bethelkerk (Scheveningen) · 
Bethlehemkerk · 
Christus Triumfatorkerk · 
Duinoordkerk · 
Duinzichtkerk · 
Eben-Haëzerkerk · 
Onze Lieve Vrouw Onbevlekt Ontvangenkerk · 
Emmauskerk · 
Grote of Sint-Jacobskerk · 
Sint-Jacobus de Meerderekerk  · 
H.H. Engelbewaarderskerk · 
H.H. Jacobus- en Augustinuskerk · 
Hofkapel · 
H. Familiekerk · 
Julianakerk (Transvaalkwartier) · 
Prinses Julianakerk (Scheveningen) · 
Kerk van de H. Martelaren van Gorcum · 
Kerk van Eikenduinen · 
Kloosterkerk · 
Lourdeskapel · 
Lutherse kerk · 
Maranathakerk · 
Nieuwe Badkapel · 
Nieuwe Kerk ·
Onbevlekt Hart van Mariakerk ·
O.L.V. Hemelvaartkerk · 
O.L.V. van Goede Raadkerk · 
Oosterkerk · 
Oude Kerk · 
Paleiskerk · 
Pastoor van Arskerk · 
Pniëlkerk · 
Sint-Agneskerk · 
Sint-Josephkerk (1867) · 
Sint-Josephkerk (1886) · 
Sint-Marthakerk · 
Sint-Paschalis Baylonkerk · 
Sint-Theresia van Lisieuxkerk · 
Sint-Willibrorduskerk · 
Teresia van Avilakerk · 
Vredeskapel · 
Waalse Kerk · 
Wilhelminakerk (1908) · 
Wilhelminakerk (1954) · 
Willemskerk · 
Willibrorduskapel